# Gyrinus gayi
Gyrinus gayi là một loài bọ cánh cứng trong họ van Gyrinidae. Loài này được Solier miêu tả khoa học năm 1849.